# Zakład Przyrodoleczniczy nr 1 w Kołobrzegu
Zakład Przyrodoleczniczy nr 1 w Kołobrzegu – zakład lecznictwa uzdrowiskowego (dawniej zakład przyrodoleczniczy) Uzdrowiska Kołobrzeg S.A., zlokalizowany w Kołobrzegu przy ul. Rafińskiego 9, w kwartale ulic: Rafińskiego, Ściegiennego, Zdrojowa i Konopnickiej. W budynku funkcjonuje również sanatorium Mewa V.

## Budynek
Budynek zakładu powstał w latach Polskiej Rzeczypospolitej Ludowej, zakończenie budowy nastąpiło w 1968. Inwestorem było przedsiębiorstwo państwowe Uzdrowisko Kołobrzeg. Zaprojektowany został przez architektów Tadeusza Ćwierdzińskiego i Zofię Eldring.
Ma nieregularny kształt, zbliżony do dwóch nakładających się prostokątów: dłuższego na osi wschód-zachód i krótszego na osi północ-południe. Bryła na osi wschód-zachód ma przyziemie oraz wysoki parter, natomiast bryła na osi północ-południe charakteryzuje się wysokim parterem i piętrem oraz częściowym przyziemiem (od południa). Obiekt posiada dwa dziedzińce wewnętrzne.
Główne wejście do zakładu zlokalizowane jest od strony ulicy Rarfińskiego, naprzeciwko sanatorium Jantar. Zdobi je wysoka na dwie kondygnacje, wygięta w kształcie łuku, mozaika ceramiczna według projektu Ireny Zahorskiej i Olgierda Szerląga. Mozaika ta uznawana jest za przykład zdobnictwa charakterystycznego dla polskiej architektury lat 60. i 70. XX wieku. Mniejsza mozaika - również wysokości dwóch kondygnacji - znajduje się na ścianie od ulicy Zdrojowej.
Za wejściem znajduje się recepcja, szatnia oraz przestronne atrium. W przeciwległej stronie budynku, znajduje się basen pływacki z solanką.

## Lecznictwo uzdrowiskowe
Zakład posiada kompleksową bazę zabiegową. Wykonuje się tutaj m.in. kąpiele solankowe, inhalacje solankowe, kąpiele borowinowe, fasony borowinowe, hydromasaż, masaż klasyczny, kąpiele wirowe, gimnastyka zbiorowa, sollux, ultrasonoterapia, galwanizacja, jonoforeza, kąpiele czterokomorowe, prądy diadynamiczne, interdyn i teraplus.

## Otoczenie
Od strony ulicy Ściegiennego i Zdrojowej, znajduje się budynek zarządu Uzdrowiska Kołobrzeg S.A., który stanowi architektoniczną całość z budynkiem zakładu.
Przed budynkiem zakładu od strony ulicy Rafińskiego i Ściegiennego znajdowała się rzeźba „Macierzyństwo” autorstwa Aliny Ślesińskiej – wysoka na ok. 3 metry figura kobiety wykonana z piaskowca. W 2017 rzeźba została przejęta przez miasto od Uzdrowiska Kołobrzeg i przeniesiona na skwer Koncertów Porannych przy bindażu.

## Galeria

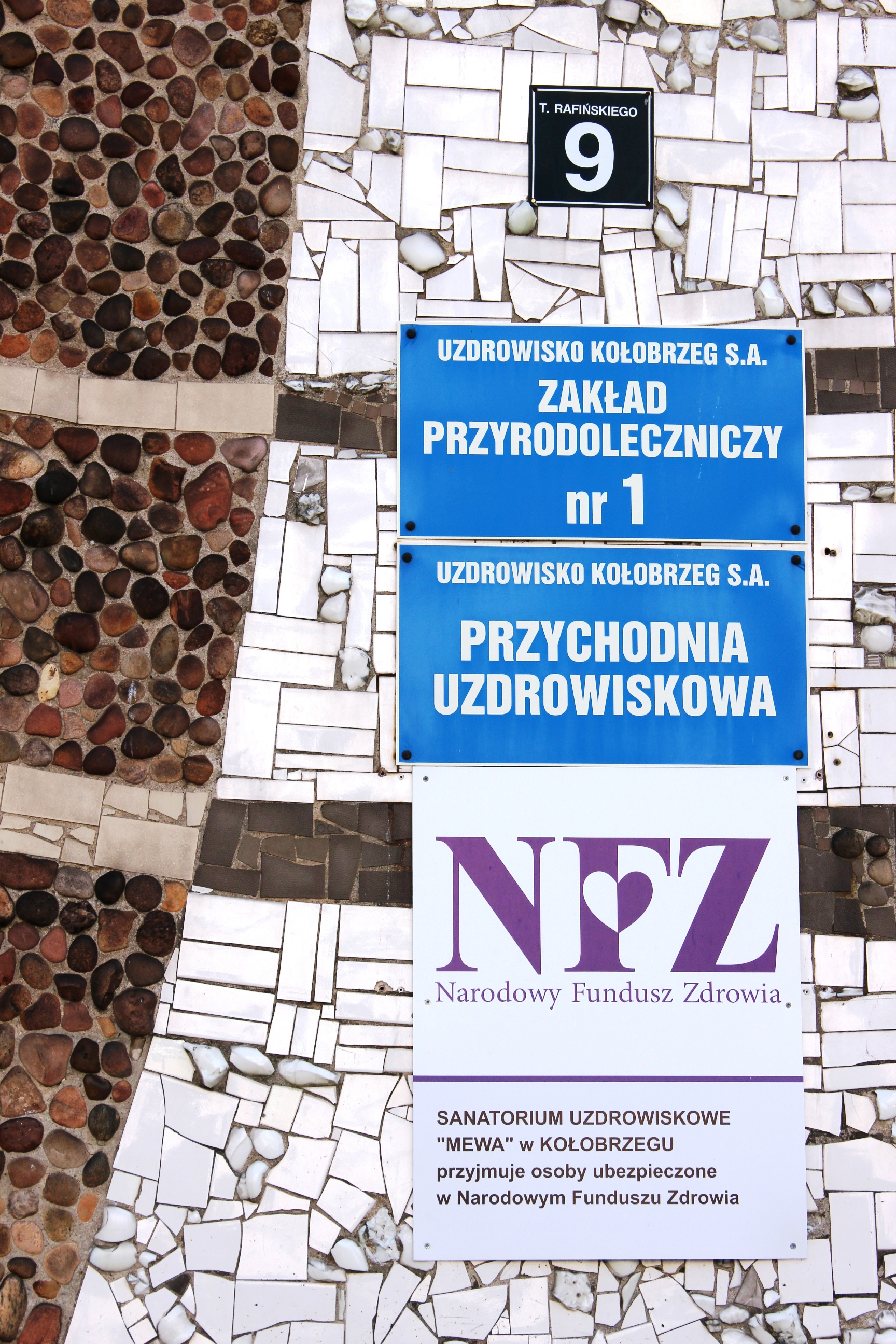
Tablice informacyjne na budynku
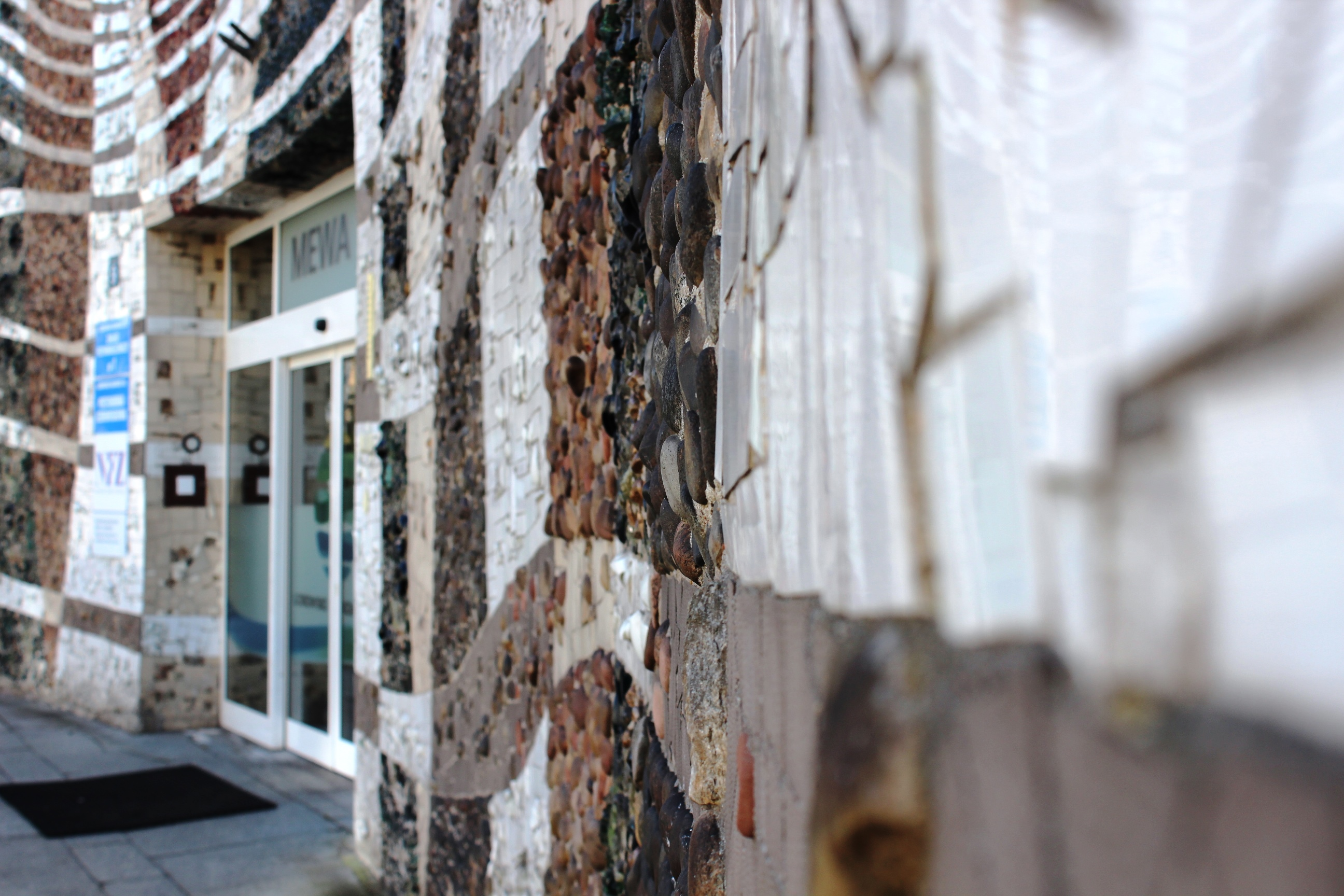
Wejście i mozaika od ul. Rafińskiego
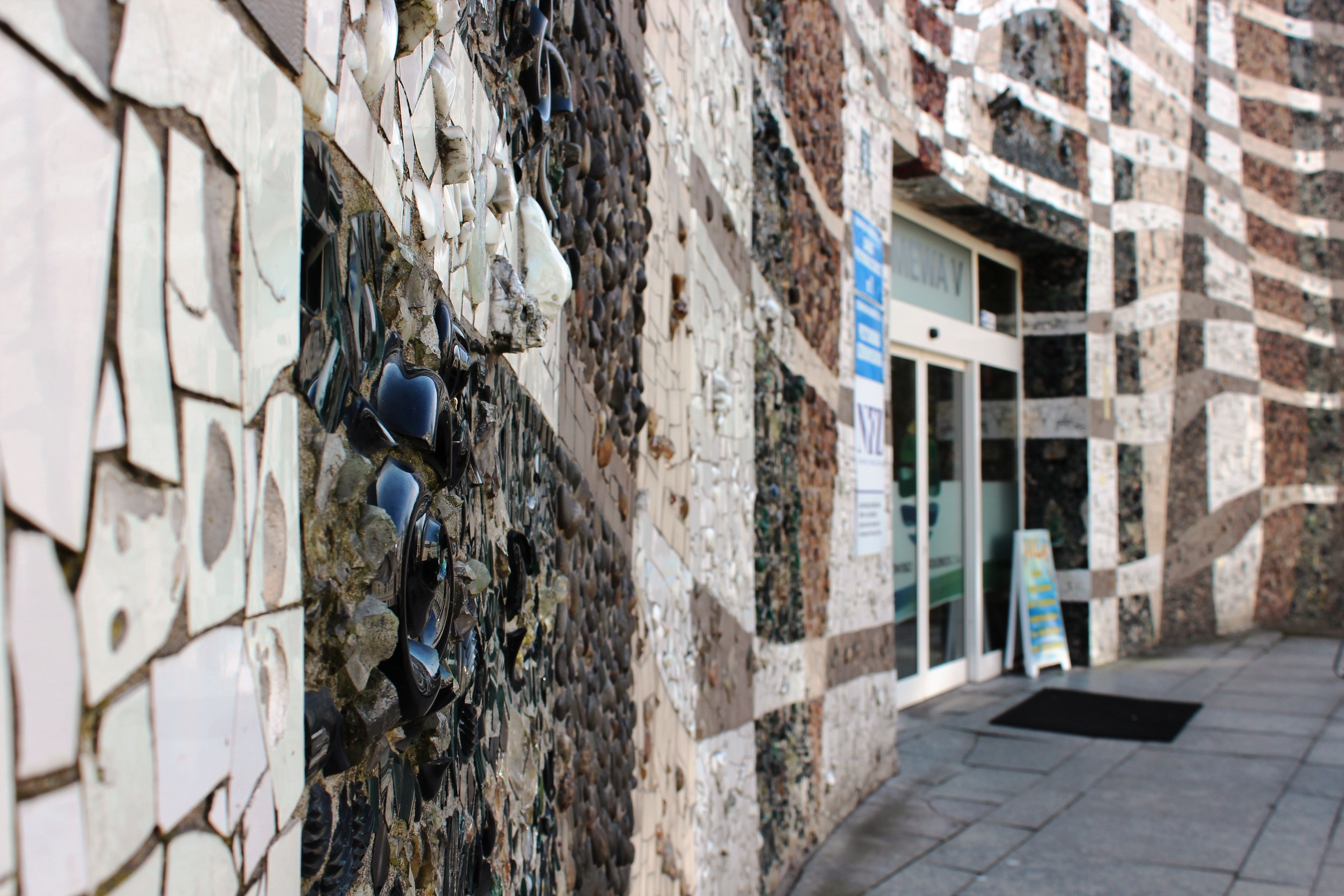
Wejście i mozaika od ul. Rafińskiego
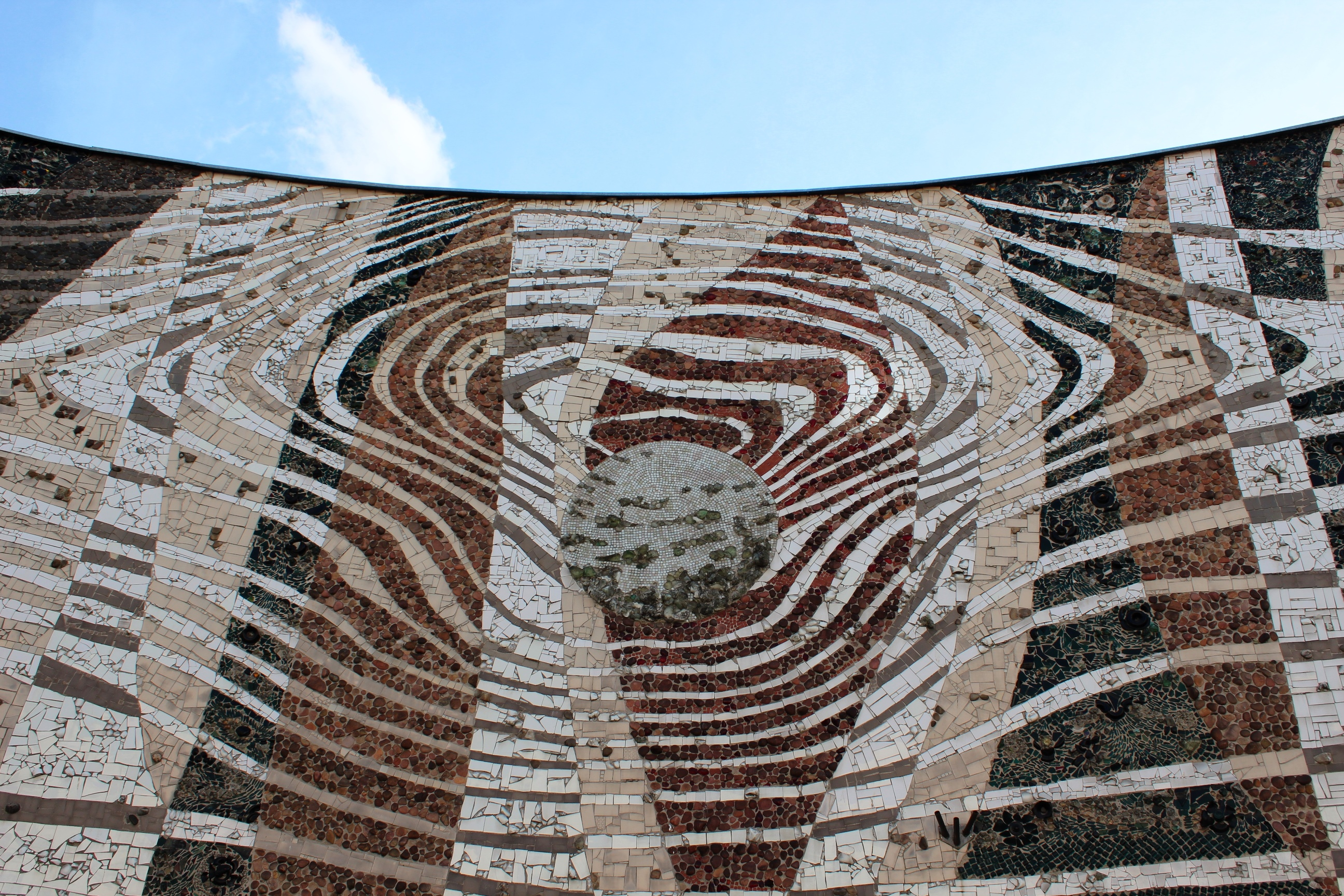
Mozaika (motyw główny)
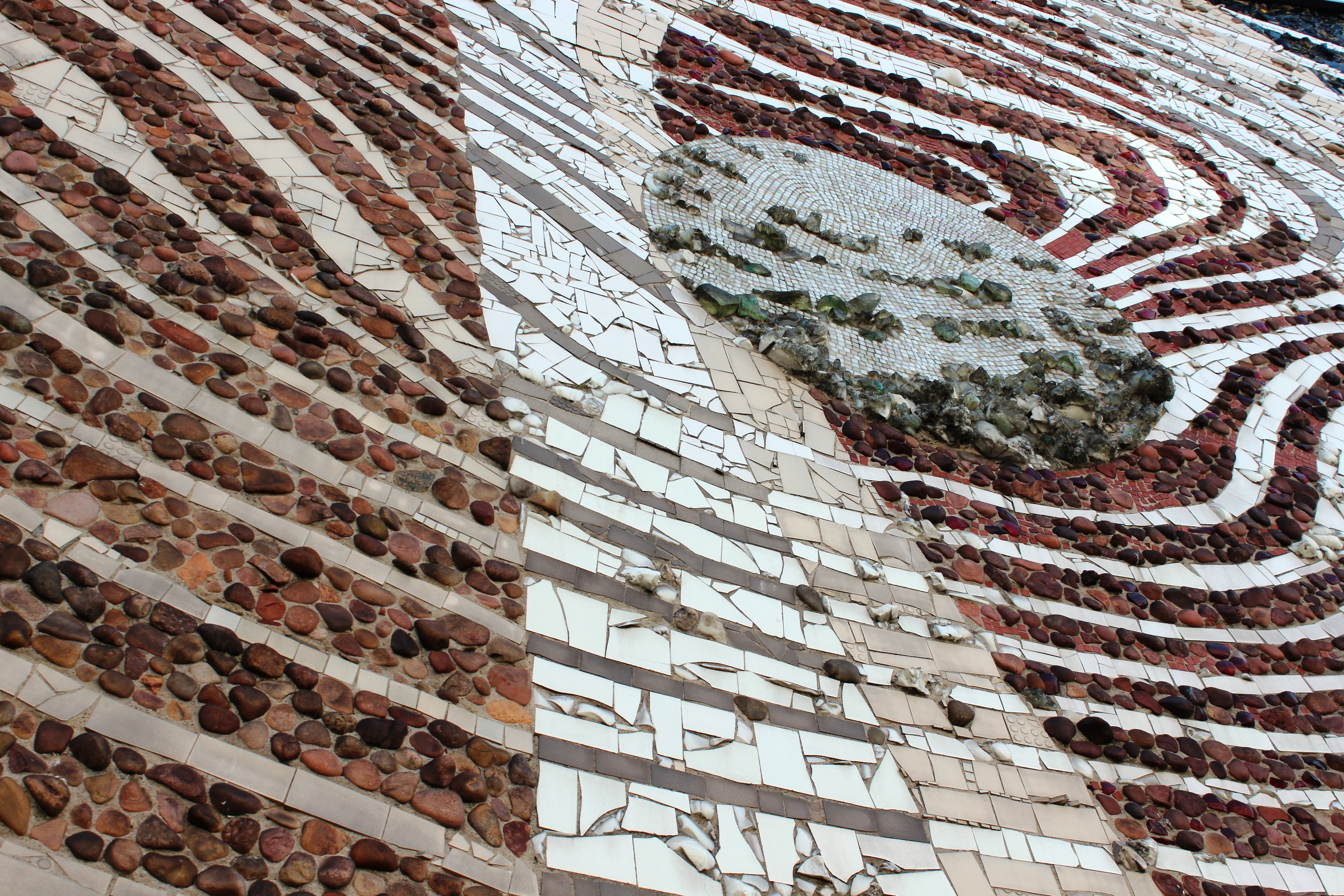
Mozaika (motyw główny)
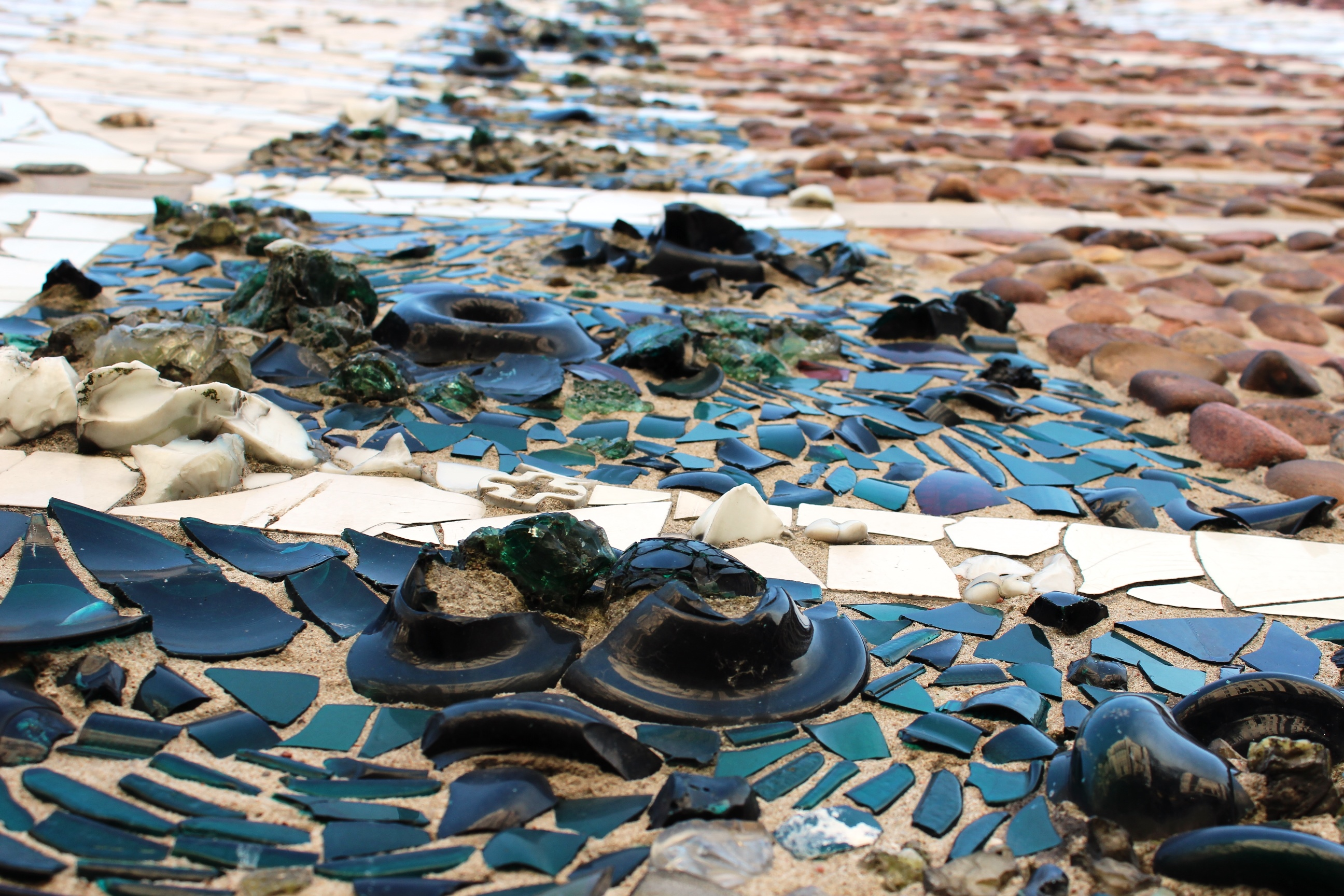
Mozaika (detal)
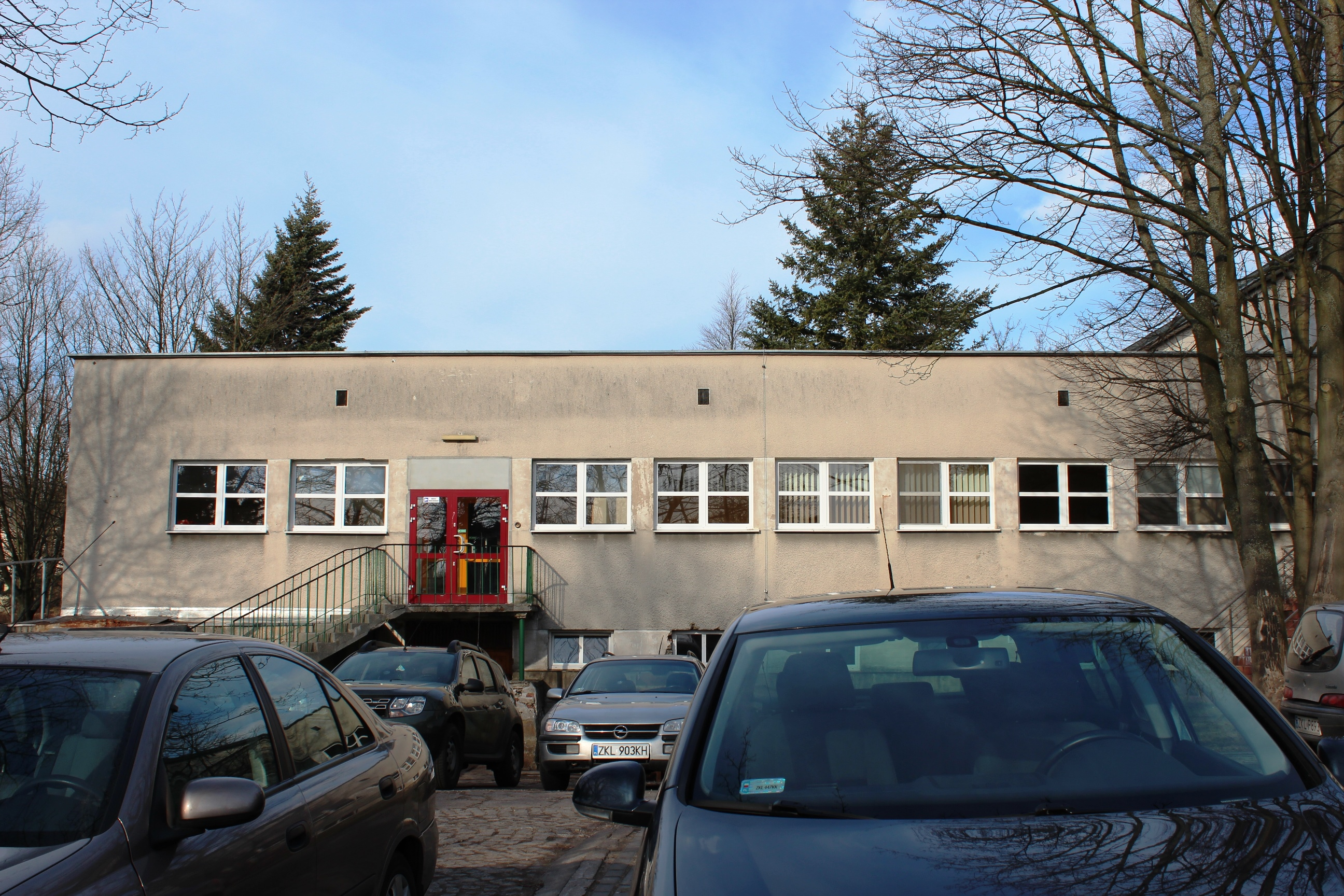
Skrzydło od strony wschodniej
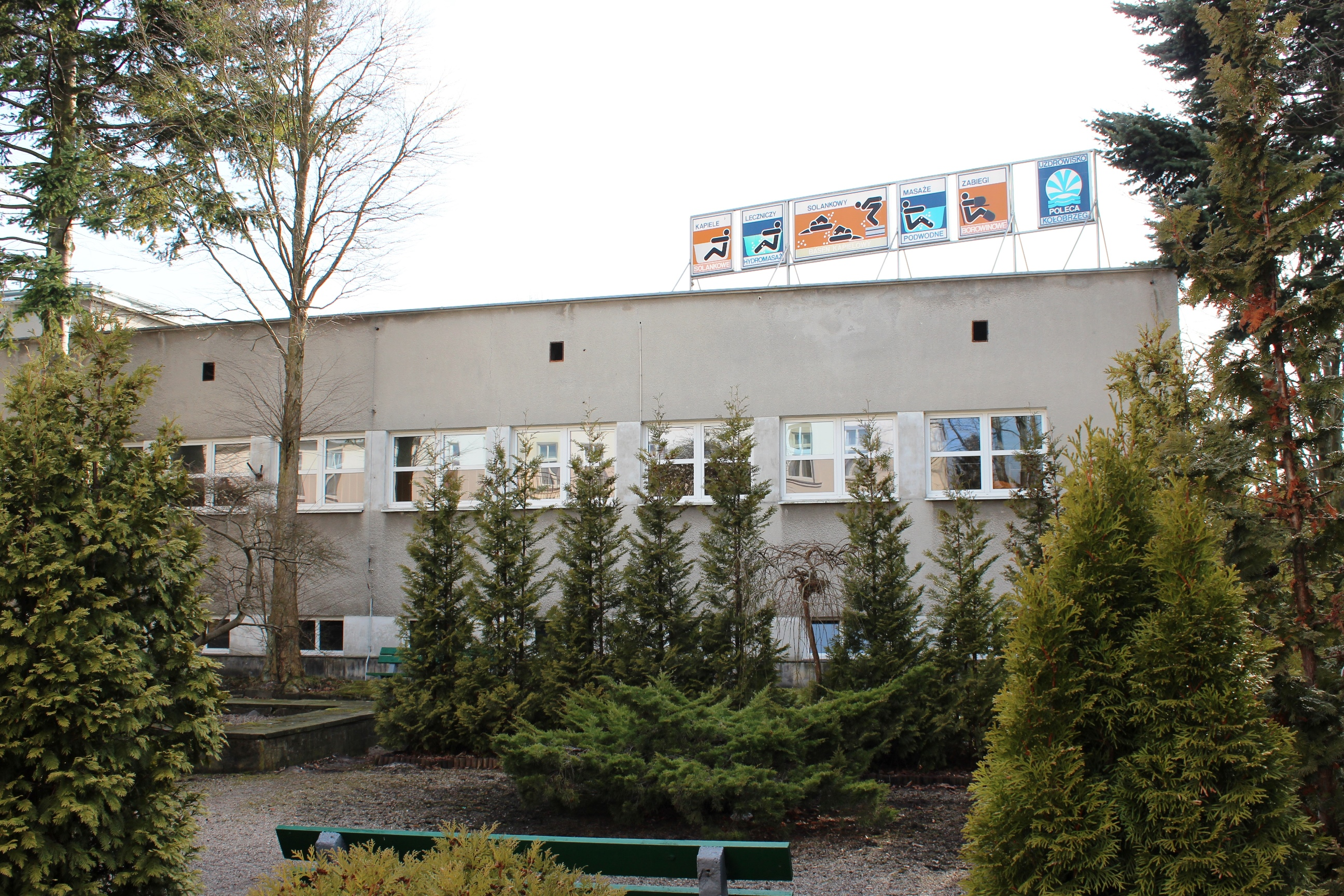
Skrzydło od strony zachodniej
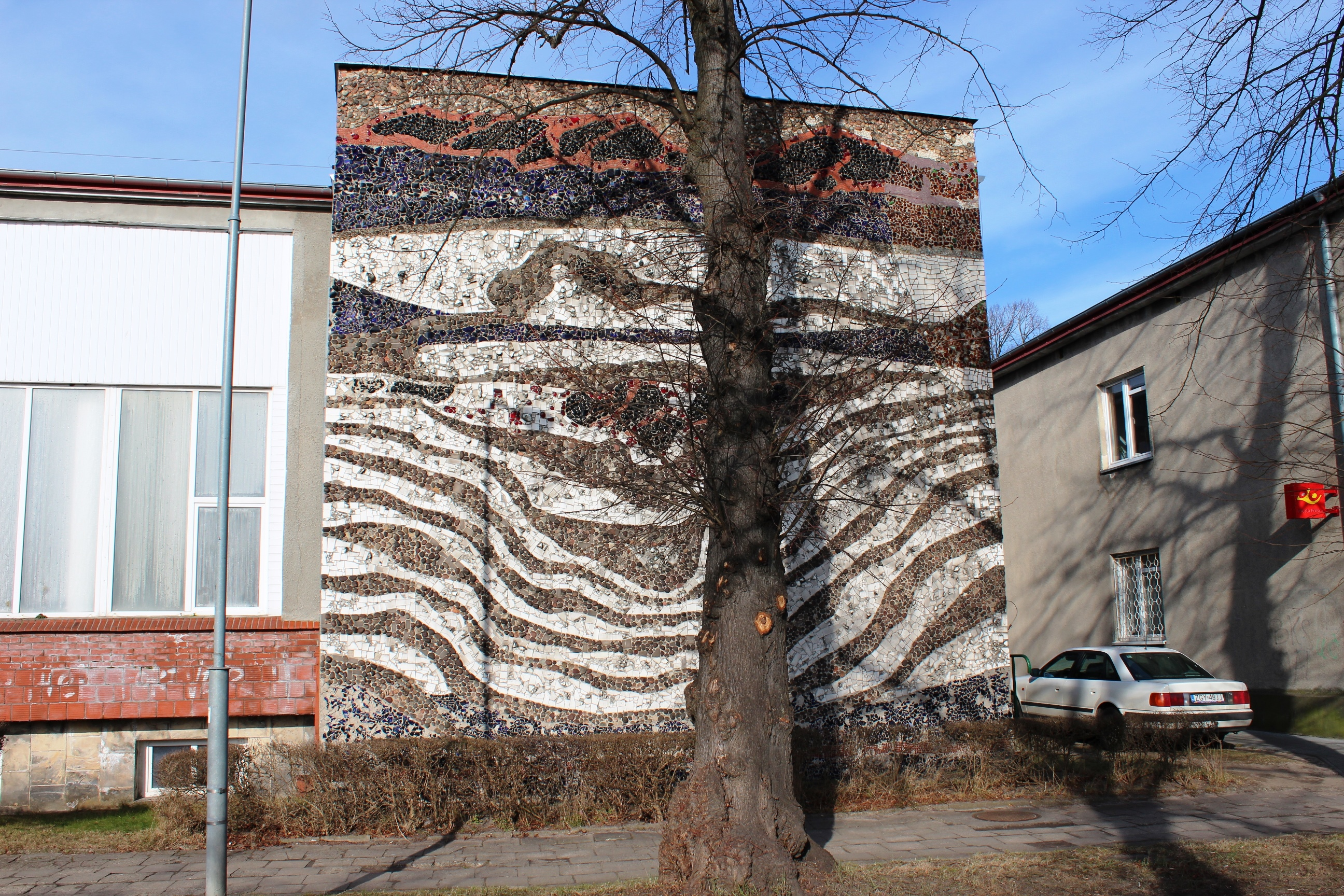
Mozaika od ul. Zdrojowej
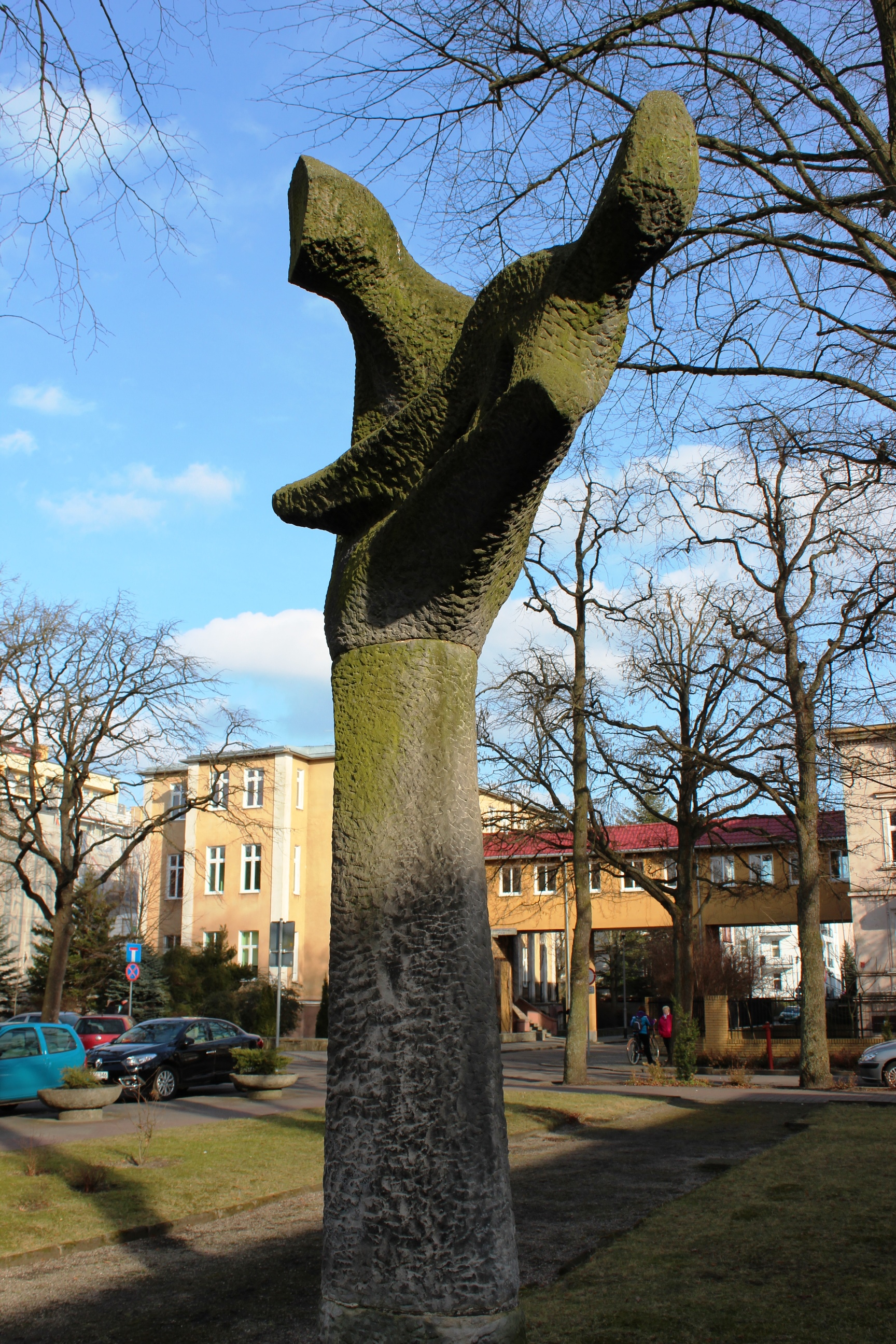
Rzeźba „Macierzyństwo” (w 2017 przeniesiona w inne miejsce)
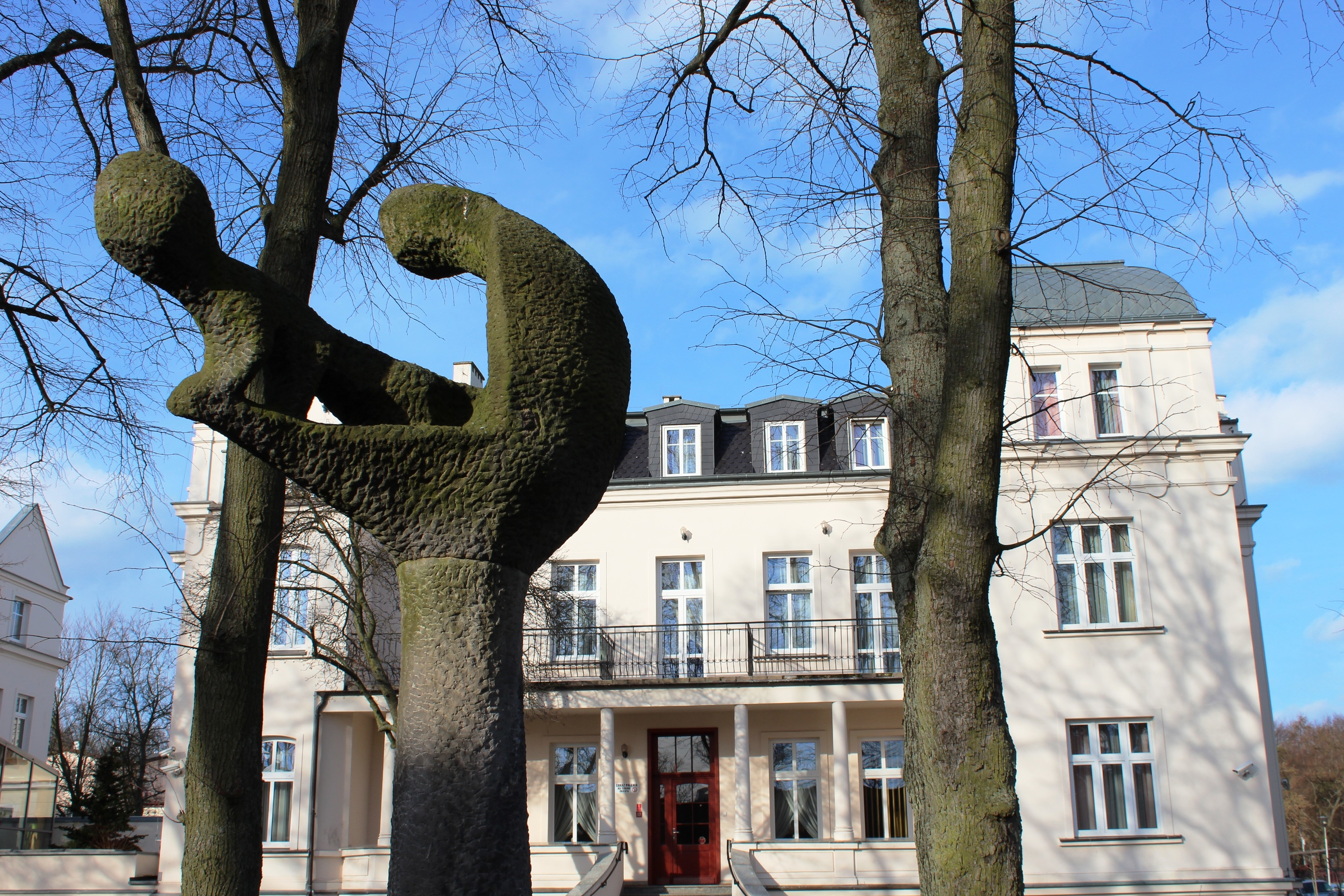
Rzeźba „Macierzyństwo” (w 2017 przeniesiona w inne miejsce)
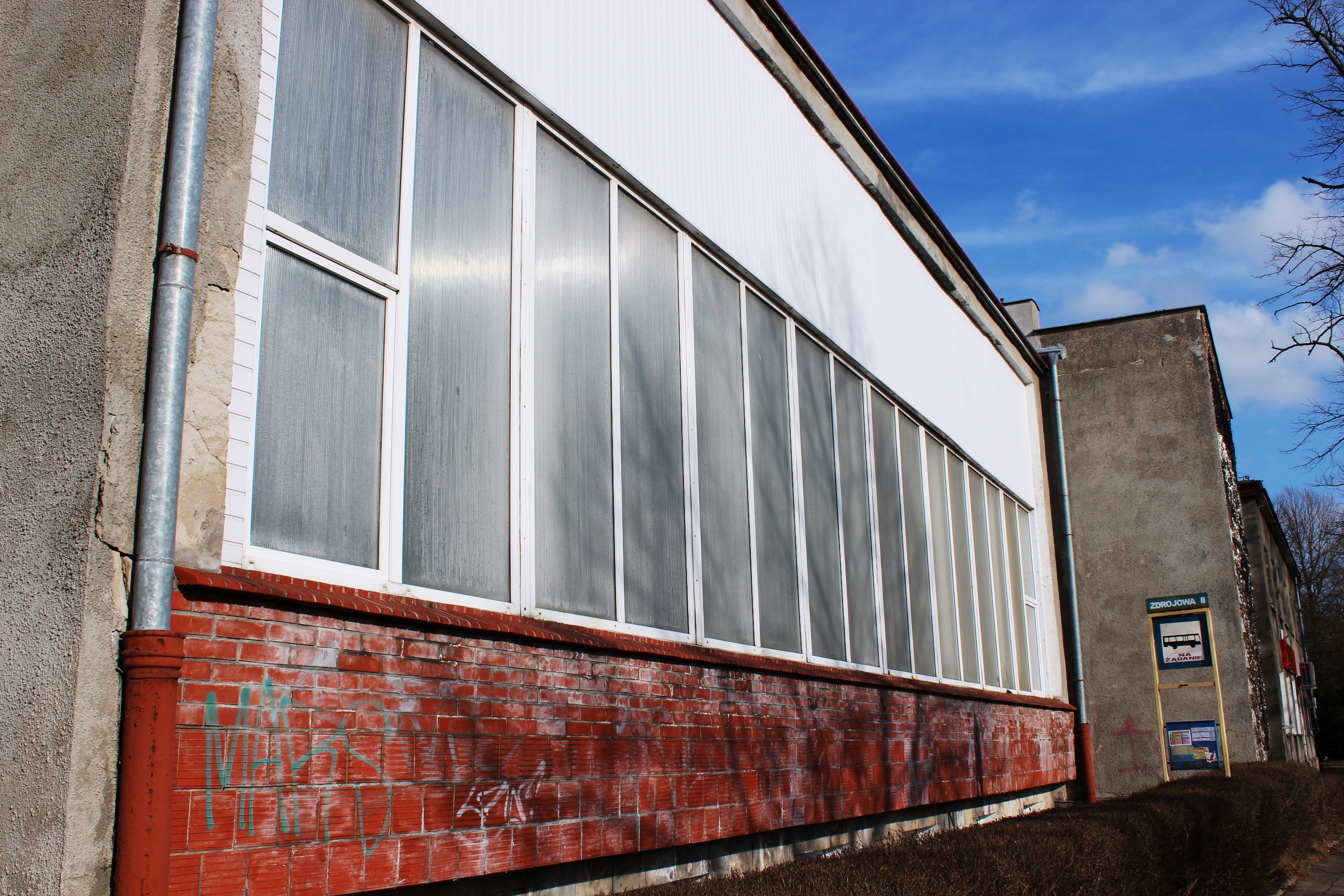
Okna basenu pływackiego z solanką od strony ul. Zdrojowej
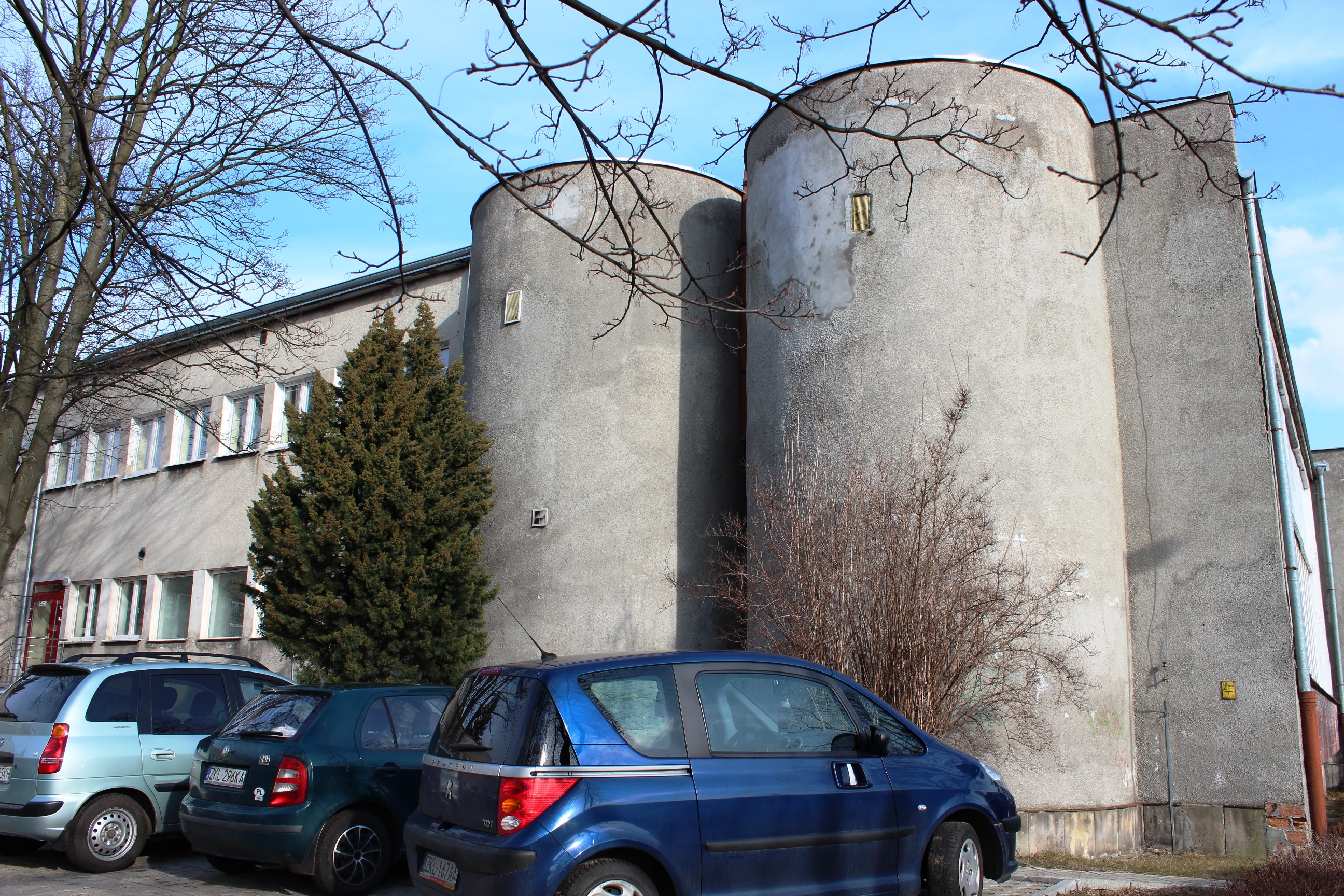
Ściana budynku przy basenie pływackim z solanką
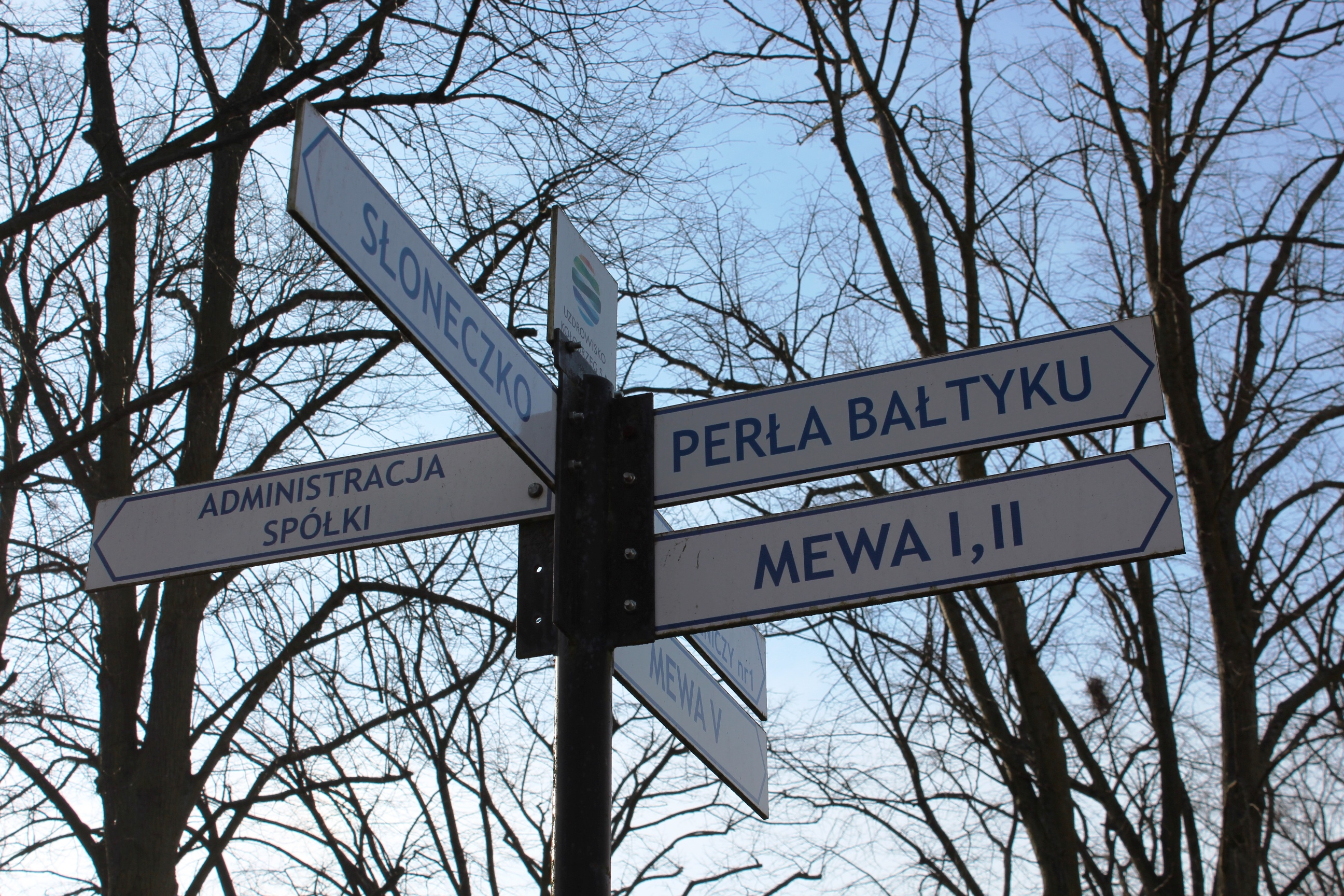
Drogowskaz do obiektów Uzdrowiska Kołobrzeg S.A.
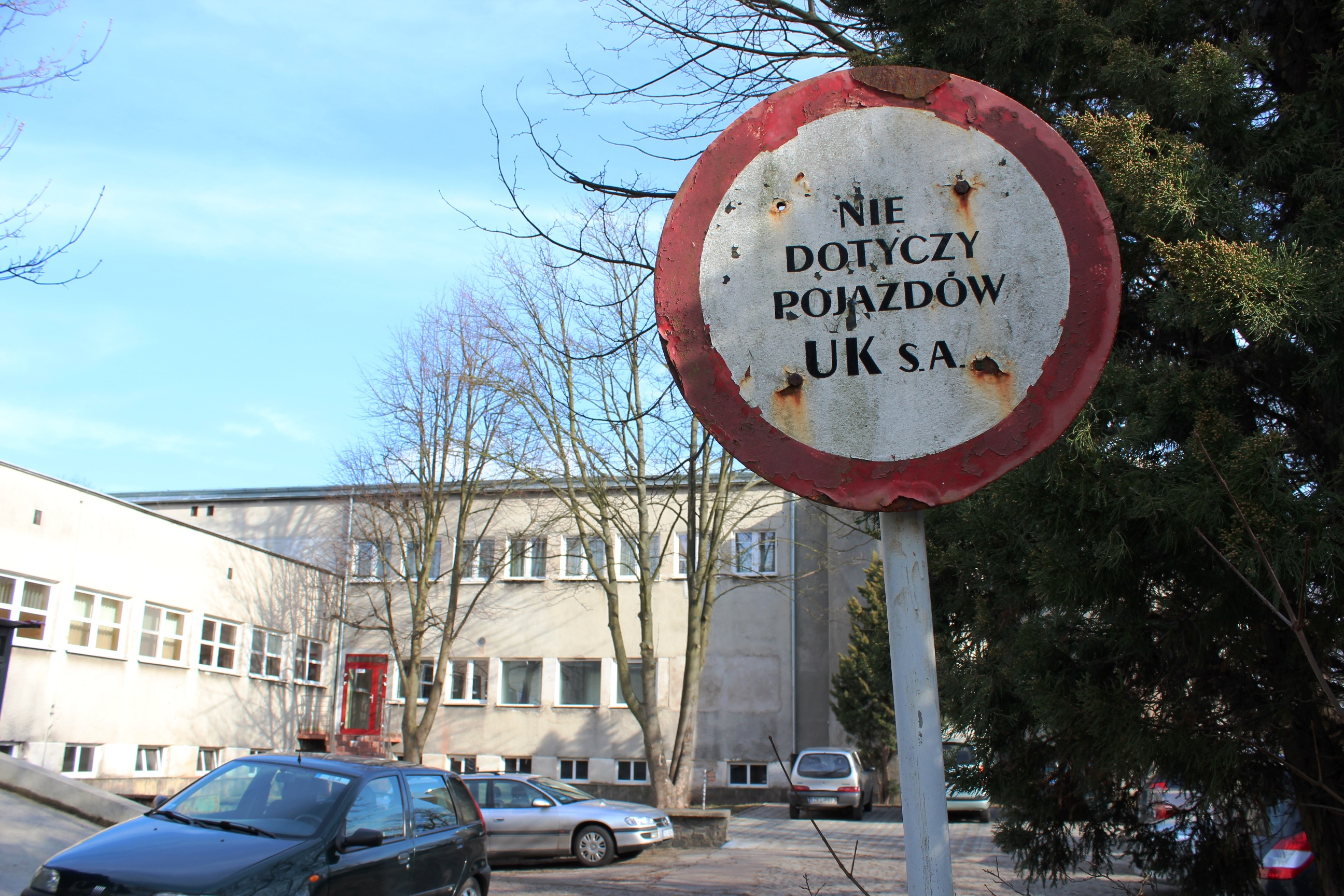
Parking przy budynku
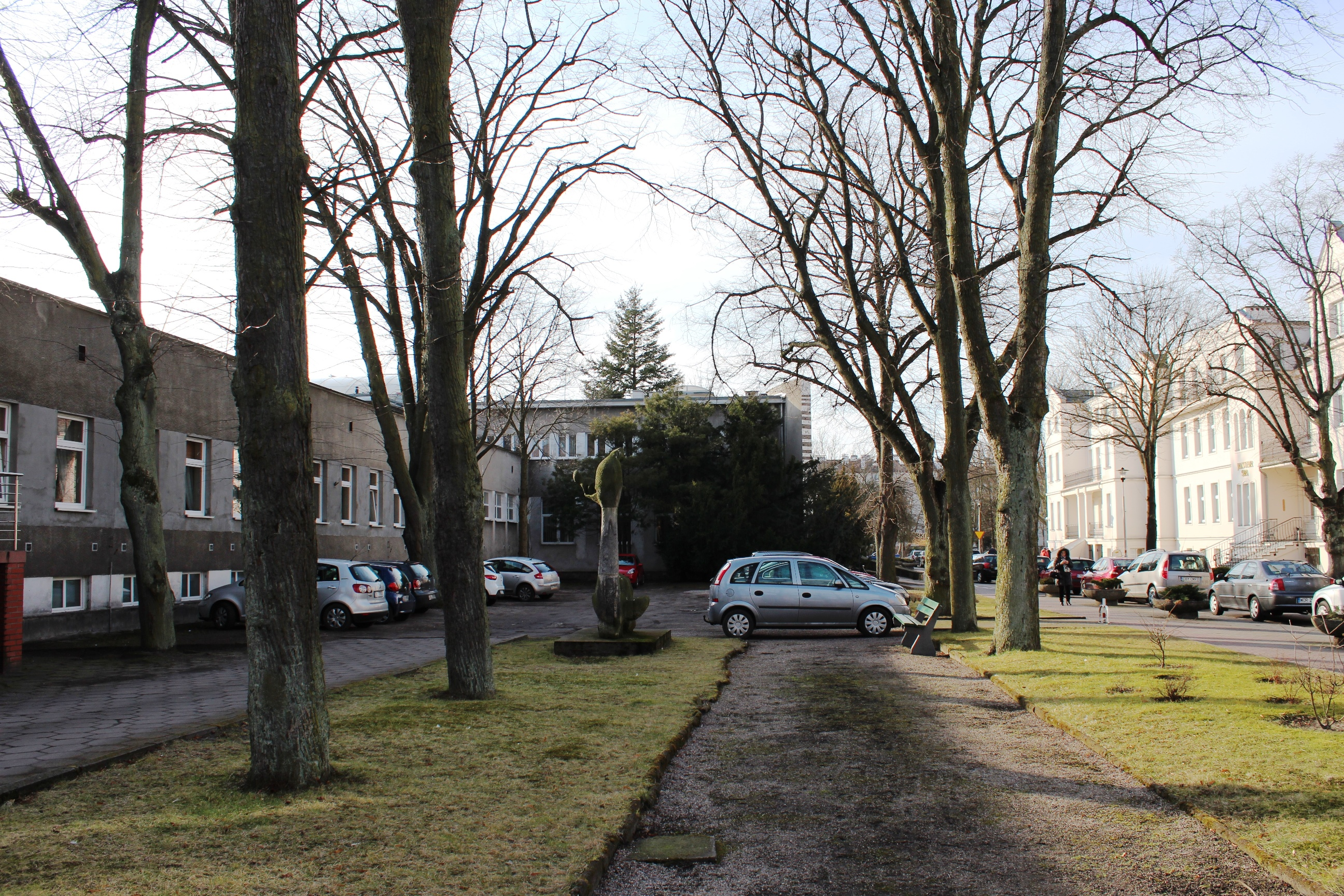
Skwer przy budynku